# Кергер, Кевин
Кевин Кергер (люкс. Kevin Kerger; 17 ноября 1994, Люксембург) — люксембургский футболист, полузащитник клуба «УНА Штрассен». Сыграл один матч за сборную Люксембурга.

## Биография

### Клубная карьера
Начинал игровую карьеру в клубах низших лиг Люксембурга. В 2013 году подписал контракт с «УНА Штрассен», вместе с которым добился выхода в высшую лигу в сезоне 2014/15 и провёл там следующие два с половиной сезона. По ходу сезона 2017/18 перешёл в «Прогрес». В сезоне 2018/19 команда принимала участие в квалификации Лиги Европы УЕФА, однако сам Кергер на поле не выходил. В 2019 году перешёл в «Унион Титус-Петанж».

### Карьера в сборной
Выступал за юношескую и молодёжную сборные Люксембурга. В 2016 году был вызван в основную сборную, единственный матч за которую провёл 13 ноября в рамках отборочного турнира чемпионата мира 2018 против Нидерландов, появившись на замену на 75-й минуте.